# Pat Burke (cầu thủ bóng đá)
Patrick "Pat" Burke (sinh năm 1892) là một cầu thủ bóng đá người Anh. Là một right half hay tiền vệ cánh trái, ông thi đấu tại Football League cho Blackpool và Darlington.